# 椰林
椰林是美國佛羅里達州迈阿密-戴德县迈阿密市内历史最悠久、持续有人居住的社区。它地处迈阿密南部，北以南迪克西公路及里肯巴克堤道为界，西至勒俊路（LeJeune Road），南界为北普罗斯佩克特大道（North Prospect Drive），东濒比斯坎湾。该社区南接科勒尔盖布尔斯，北邻布里克尔。
椰林的定居历史可追溯至1825年，当时来自巴哈马的移民以及来自美国东北部的居民陆续在此定居，形成迈阿密地区最早的一批社区。1873年，前联邦军内科军医霍勒斯·波特（Dr. Horace Porter）在此地设立邮局，他看到周围有两棵椰子树，便将此地命名为“椰林”。尽管历史上“Cocoanut Grove”这一拼法亦曾出现，但自1919年社区正式建制以来，便统一采用“Coconut Grove”这一正式拼写。1919年，椰林作为一座独立城市正式建制。然而，仅六年后便于1925年被迈阿密市并入。与此同时，原椰林与银礁（Silver Bluff）的大部分区域一同纳入迈阿密市政范围，形成今日所称的“椰林”。
椰林在地理与社会结构上可分为东北与西南两个有明显差异的区域。东北部以豪宅和历史建筑为主，西南部则相对平民化。这种二元结构源于历史发展：东北部靠近比斯坎湾的地段早期就吸引富商建造冬季别墅，如1920年代建成的维斯盖亚庄园；而西南部的早期居民则主要是巴哈马移民，相对经济条件较为有限。椰林不仅是居民区，也是迈阿密重要的文化与旅游热点。椰林每年定期举办的古姆贝节（Goombay Festival）、椰林艺术节（Coconut Grove Arts Festival）以及芒果大游行（King Mango Strut Parade）等活动，展现本地多元文化并吸引大批游客。
在交通方面，椰林主要道路包括贯穿区域的1号美国国道（US 1），以及其他如南海湾大道（South Bayshore Drive）、英格拉罕公路（Ingraham Highway）与老卡特勒路（Old Cutler Road）等。迈阿密地铁在椰林设有椰林站和道格拉斯路站。

## 外部連結
- City of Miami Neighborhoods Map
- Coconut Grove Grapevine (daily news of the Grove) （页面存档备份，存于）
- The case of Joyce Cohen （页面存档备份，存于）